# Breuer
 (octobre 2011).
Si vous disposez d'ouvrages ou d'articles de référence ou si vous connaissez des sites web de qualité traitant du thème abordé ici, merci de compléter l'article en donnant les références utiles à sa vérifiabilité et en les liant à la section « Notes et références ».
Pour les articles homonymes, voir Breuer (homonymie).
Breuer est une marque française de prêt-à-porter masculin haut de gamme.

## Historique

### Les débuts à Vienne en 1892
Fondée en Autriche en 1892 par Marcus Breuer, l’entreprise démarre par la vente de régates (sortes de cravates composées d’une bande de tissu croisée à l’avant, sans nœud et parfois fixée avec une épingle) sur les marchés de Vienne. Julius Breuer ouvre le premier atelier de cravates d’Europe continentale. Père et fils courent l’Europe pour trouver des marchés.
En 1930, Eric est appelé à seconder son père dans la fabrique familiale. Il n'a alors que 19 ans, et doit renoncer à ses rêves d'architecte. Il développe la créativité et apporte une dimension internationale à l'entreprise (Europe, Moyen-Orient).

### L'épreuve de la Seconde Guerre mondiale
La guerre et la déportation des juifs contraignent la famille Breuer à fermer l'entreprise et à quitter l'Autriche pour la Belgique dès 1938. Une nouvelle fabrique y est créée sous le nom de Béry. Malgré cette fuite, Eric Breuer est tout de même arrêté et déporté en Allemagne pendant 4 ans.

### De la libération à nos jours
Libéré à la fin de la guerre, c'est finalement à Nice qu'il choisit de s'installer et de se marier. Il y crée une nouvelle activité de cravates, qu'il baptise Solmar, de la contraction des mots "soleil" et "mer" en italien.
Le développement de Breuer s'appuie dès lors sur la confiance accordée, au fil des années, par les plus grandes marques, depuis Carven première maison de couture à conclure un contrat de licence cravates avec un fabricant en 1957, jusqu’à Façonnable depuis 1980.
C'est en 1975 que l'entreprise est rebaptisée Breuer SA, et commence à distribuer  des produits sous sa propre marque. Eric Breuer est âgé de 64 ans. Ses fils, Alain et Walter, rejoignent l'entreprise qui amorce alors le virage du haut de gamme.
Par la suite, dans les années 1990, Alain et Walter Breuer développent la marque Breuer et élargissent la gamme de produits. Les premières collections sont ainsi testées à la boutique de la rue de Rennes.
Aujourd'hui, Breuer distribue ses lignes de vêtements dans ses boutiques à Paris (14 rue de la Paix - 75002) et à Madrid (calle Jorge Juan, 13), chez Saks Fifth Avenue de New-York, Chicago, San Francisco et New Orleans, et chez des détaillants d'Europe, d'Asie et des États-Unis.
En 2008, la marque a été choisie pour habiller les athlètes français aux Jeux olympiques de Pékin.

## Dates clés

### De 1892 à 1945
- 1892 : Fondation de la fabrique familiale de cravates Original Wien.
- 1930 : Eric Breuer rejoint son père dans la fabrique familiale.
- 1938 : Fermeture de l'entreprise et expatriation de la famille en Belgique. Création d'une nouvelle fabrique nommée Béry. Arrestation et déportation d'Eric Breuer.

### De 1945 à 1975
- 1945 : Libération d'Eric Breuer, création à Bruxelles de la société Berry avec son agent belge.
- 1951 : Après un court passage par Bruxelles, Eric Breuer s'installe à Nice. Création d'une nouvelle affaire de cravates baptisée Solmar.
- 1958 : Carven confie à Breuer la création et la fabrication de ses cravates.
- 1959 : La première cravate Carven est lancée sur le marché français, et s'exporte rapidement en Europe et au Moyen-Orient.
- 1962 : Eric Breuer reprend des ateliers de tissage à La Croix Rousse à Lyon.
- 1968 : Fermeture du tissage de la Croix Rousse.
- 1974 : Walter Breuer (21 ans) et Alain Breuer (26 ans), diplômé de l'école supérieure de commerce de Nice, intègrent à leur tour la maison Breuer.

### De 1975 à 2011
- 1975 : Solmar devient Breuer SA et diffuse ses produits sous sa propre marque.
- 1980 : Début de la collaboration avec Façonnable pour la création, fabrication et distribution d'une collection de cravate et accessoires
- 1991 : Breuer acquiert une usine, et en rachète le sous-traitant, Thiercelin.
- 1996 : Ouverture d'une boutique à Paris, rue de Rennes.
- 2000 : Ouverture d'une deuxième boutique à Paris, 14 rue de la Paix.
- 2004 : Ouverture de la boutique de Bruxelles
- 2004 : Eric Breuer décède à l'âge de 93 ans. L'affaire est gérée depuis 1980 par ses deux fils Walter et Alain.
- 2006 : Ouverture d'une boutique à Madrid
- 2007 : Ouverture d'un premier corner chez Saks Fifth Avenue à New-York et fermeture de la boutique située rue de Rennes à Paris
- 2008 : Ouverture du show-room de New-York
- 2008 : Ouverture de la boutique de Knokke le Zoute
- 2008 : Breuer est choisi pour habiller les sportifs français aux Jeux olympiques de Pékin.
- 2011 : Fermeture des boutiques de Belgique

### De 2012 à 2018
- 2018 / Le siège social est transféré route de Canta Galet à Nice[1].

### Ouvrages
- Eric Breuer de Yvon Israël (1992), La cravate de père en fils 1892-1992, Édition de la Buffa, Nice.